# Borolia bisetulata
Borolia bisetulata är en fjärilsart som beskrevs av Emilio Berio 1940. Borolia bisetulata ingår i släktet Borolia och familjen nattflyn. Inga underarter finns listade i Catalogue of Life.